# マシュー・キャナヴァン
マシュー・ジェームズ・キャナヴァン（Matthew James Canavan、1980年12月17日 - ）は、オーストラリアの政治家、経済学者。クイーンズランド自由国民党所属。

## 来歴
クイーンズランド大学で経済学の学士号を取得後、KPMGや生産性委員会で環境に関わる仕事をしていた。2013年の選挙でクイーンズランド州から当選し、翌年2014年7月1日から上院議員を務めている。2016年2月18日から翌年7月25日まで資源省長と北部オーストラリア担当相を務めていた。

2017年7月25日、キャナヴァンはイタリアとオーストラリアの二重国籍であることが明らかになり、オーストラリア憲法44条に違反するため資源省長と北オーストラリア大臣の職を辞任した。キャナヴァンの母親はイタリア出身の両親の元でオーストラリアに生まれたが、2006年にイタリア国籍を取得していた。それによって、当時25歳のキャナヴァンも自動的にイタリア国籍を保有することとなった。キャナヴァンはイタリアには足を踏み入れたこともないし、彼自身も同時にイタリア国籍の申請をされていたことは知らなかったと主張しており、本人が署名していない国籍取得の有効性が確認できるまでは上院議員にとどまるとしている。